# Psychotechnika
Psychotechnika jest definiowana jako:
- Badanie pewnych cech psychicznych, przeprowadzane w celu stwierdzenia przydatności osoby badanej do pełnienia tych, czy innych zadań zawodowych. Dział psychologii pracy, którego przedmiotem jest badanie ogólnych zdolności (inteligencja, zdolności motoryczne) oraz specjalnych uzdolnień kandydatów do określonych zawodów i stanowisk. W tym znaczeniu jest to to samo co psychologia stosowana.
- Badanie problemów oddziaływania na człowieka po to, by spowodować określone zachowania, czyniąc go sprawcą określonych dzieł, tak jak tylko jest to możliwe ze względu na osobę stanowiącą przedmiot oddziaływania[2].

Niektórzy autorzy uważają te definicje za błędne i prowadzące do szeregu nieporozumień ze względu na ich znaczne spopularyzowanie.
Według nich prawidłowe znaczenie terminu psychotechnika to:

rozpowszechniona w czasach przedwojennych negatywna selekcja ludzi podczas werbunku na stanowiska pracy w przemyśle oraz komunikacji lądowej, morskiej i powietrznej. Polegała ona na wyselekcjonowaniu pracowników spełniających wymogi określonego stanowiska bez uwzględnienia optymalizacji środowiska pracy. Było to dostosowanie człowieka do otoczenia na drodze eliminacji.

Po przełamaniu tzw. bariery selekcyjnej spowodowanym nieustannie rosnącymi wymaganiami selekcji psychotechnicznej wraz z rozwojem nowych technologii konieczne było zwrócenie uwagi na całokształt psychologicznych uwarunkowań pracy, w tym osobowości, motywacji i środowiska społecznego pracownika, ze szczególnym uwzględnieniem optymalizacji warunków panujących na danym stanowisku.
Priorytetem stało się dostosowywanie otoczenia do człowieka co dało podwaliny psychologii pracy wywodzącej się z psychologii eksperymentalnej.
Wydzieloną częścią psychotechniki jest psychologia transportu, zwana wcześniej psychologią komunikacji. Jest to między innymi zbiór metod i narzędzi psychologicznych służących do oceny możliwości percepcyjnych, cech psychofizycznych a także procesów inteligencji ogólnej i technicznej. Psychologia transportu zajmuje się: badaniami psychologicznych osób ubiegających się o uprawnienia do kierowania pojazdami, kierowców oraz osób wykonujących pracę na stanowisku kierowcy.